# 14-та панцергренадерська дивізія (Третій Рейх)
14-та панцергренадерська дивізія (нім. 14. Panzergrenadier-Division) — панцергренадерська дивізія Вермахту за часів Другої світової війни. З 1 липня 1943 дивізія була переформована на 14-ту піхотну дивізію другого формування.

## Історія
14-та панцергренадерська дивізія була створена 1 січня 1943 шляхом переформування 14-ї моторизованої дивізії.

## Райони бойових дій
- СРСР (центральний напрямок) (січень — червень 1943).

## Командування

### Командири
- генерал-лейтенант Рудольф Гольсте (нім. Rudolf Holste) (1 січня — 15 травня 1943);
- генерал-лейтенант Герман Флерке (нім. Hermann Flörke) (15 травня — 30 червня 1943).

## Нагороджені дивізії
Нагороджені дивізії
Нагороджені Сертифікатом Пошани Головнокомандувача Сухопутних військ для військових формувань Вермахту за збитий літак противника (4)
- 10 грудня 1941 — 6-та рота 11-го моторизованого полку за дії 20 листопада 1941 (№ 42);
- 16 травня 1942 — 6-та рота 11-го моторизованого полку за дії 27 січня 1942 (№ 120);
- 11 лютого 1943 — 1-ша рота 53-го моторизованого гренадерського полку за дії 17 серпня 1942 (№ 313);
- 11 лютого 1943 — штабна рота 11-го моторизованого полку за дії 1 серпня 1942 (№ 320).

|  | Кавалери Нагрудного знаку ближнього бою в золоті                                                           | 6 |
|  | Кавалери Золотого Німецького Хреста                                                                        | 148 |
|  | Кавалери Срібного Німецького Хреста                                                                        | 4 |
|  | Кавалери Лицарського хреста Залізного хреста з Дубовим листям                                              | 5 (№ 345 оберст-лейтенант Курт Вальтер — 05.12.1943 № 565 генерал-лейтенант Герман Флерке — 02.09.1944 № 768 генерал-лейтенант Еріх Шнайдер — 06.03.1945 № 771 гауптман Вольфганг Руст — 11.03.1945 № 800 майор Карл Ванка — 23.03.1945) |
|  | Кавалери Лицарського хреста Залізного хреста                                                               | 24 (у тому числі 1 — непідтверджене) |
|  | Кавалери Почесної відзнаки Сухопутних військ «Почесна застібка на орденську стрічку для Сухопутних військ» | 50 |

- Нагороджені Сертифікатом Пошани Головнокомандувача Сухопутних військ (12)
- Нагороджені Сертифікатом Пошани Головнокомандувача Сухопутних військ за збитий літак противника (2)